# Cantimpré Canadian Cemetery
Le cimetière « ''Cantimpré Canadian Cemetery, Sailly » est un cimetière militaire  de la Première Guerre mondiale situé sur le territoire de la commune de Sailly-lez-Cambrai, Nord.

## Localisation
Ce cimetière est situé en pleine campagne, à 2 km au nord du village , sur la route conduisant à Sancourt.

## Historique
Le village de Sailly-les-Cambrai fut occupé par les troupes allemandes fin août 1914 après la défaite des alliés lors de la Bataille du Cateau. L'avancée des Alliés dans la bataille de Cambrai en 1917 n'atteint pas ce secteur et ce n'est qu'en septembre 1918, lors de la bataille du Canal du Nord que le village tombe aux mains des Alliés. La "ligne Marcoing", l'un des systèmes de défense allemands avant Cambrai, allait de Marcoing au nord en passant par Sailly, à l'ouest de Cantimpré et à l'est de Haynecourt. Le 27 septembre 1918, la 1re Division canadienne et la 11e Division prirent Haynecourt et le lendemain, Sailly fut pris.

## Caractéristiques
Deux cimetières ont été créés par des unités qui ont pris part à l’avance. Le cimetière canadien Cantimpré (appelé à l'origine le cimetière britannique Marcoing Line) contient 225 sépultures de la Première Guerre mondiale, dont 21 non identifiées. Tous les soldats sauf deux sont des canadiens, en grande partie des 54e, 75e  et 87e bataillons d'infanterie. Le cimetière a été conçu par WH Cowlishaw.

## Galerie

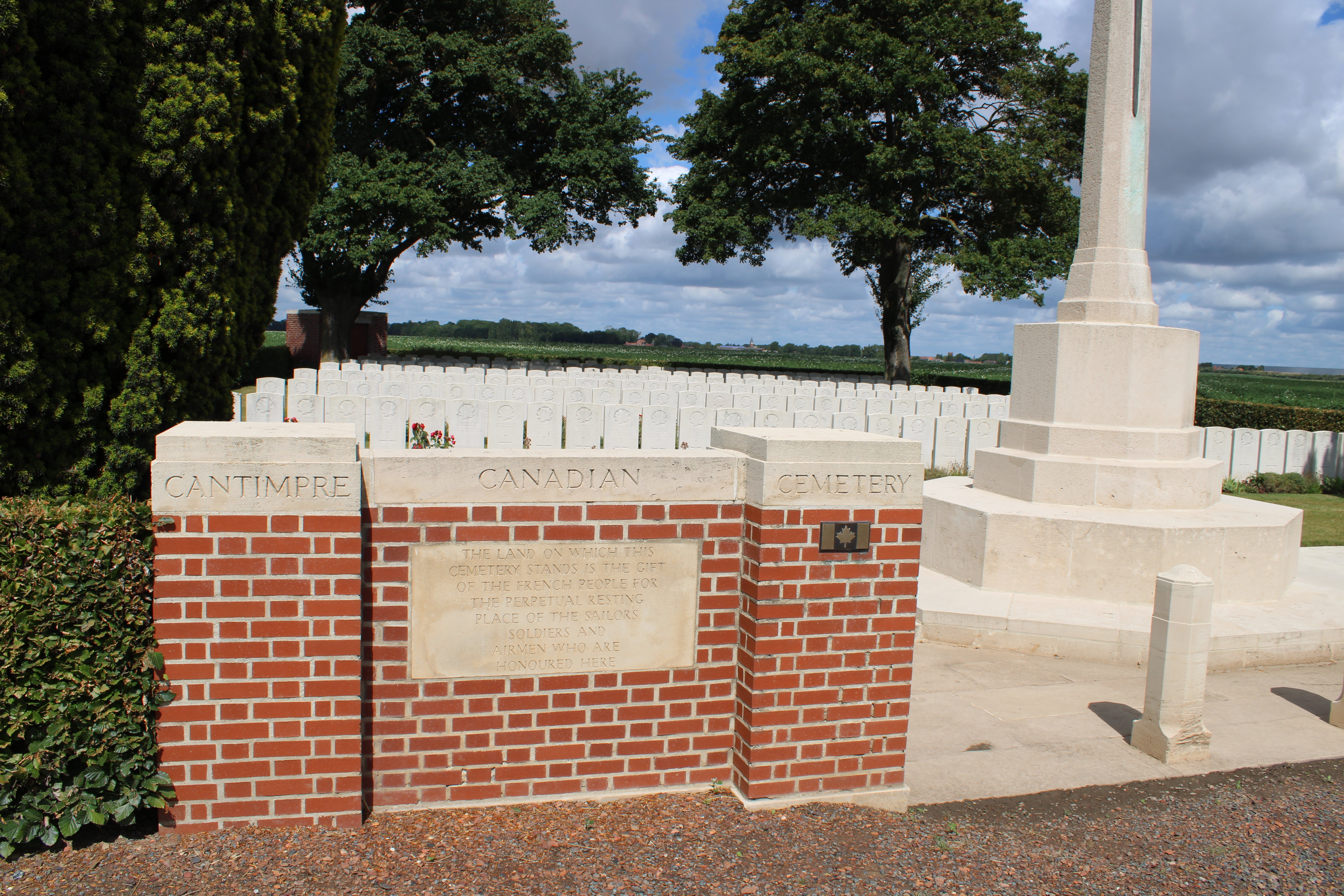
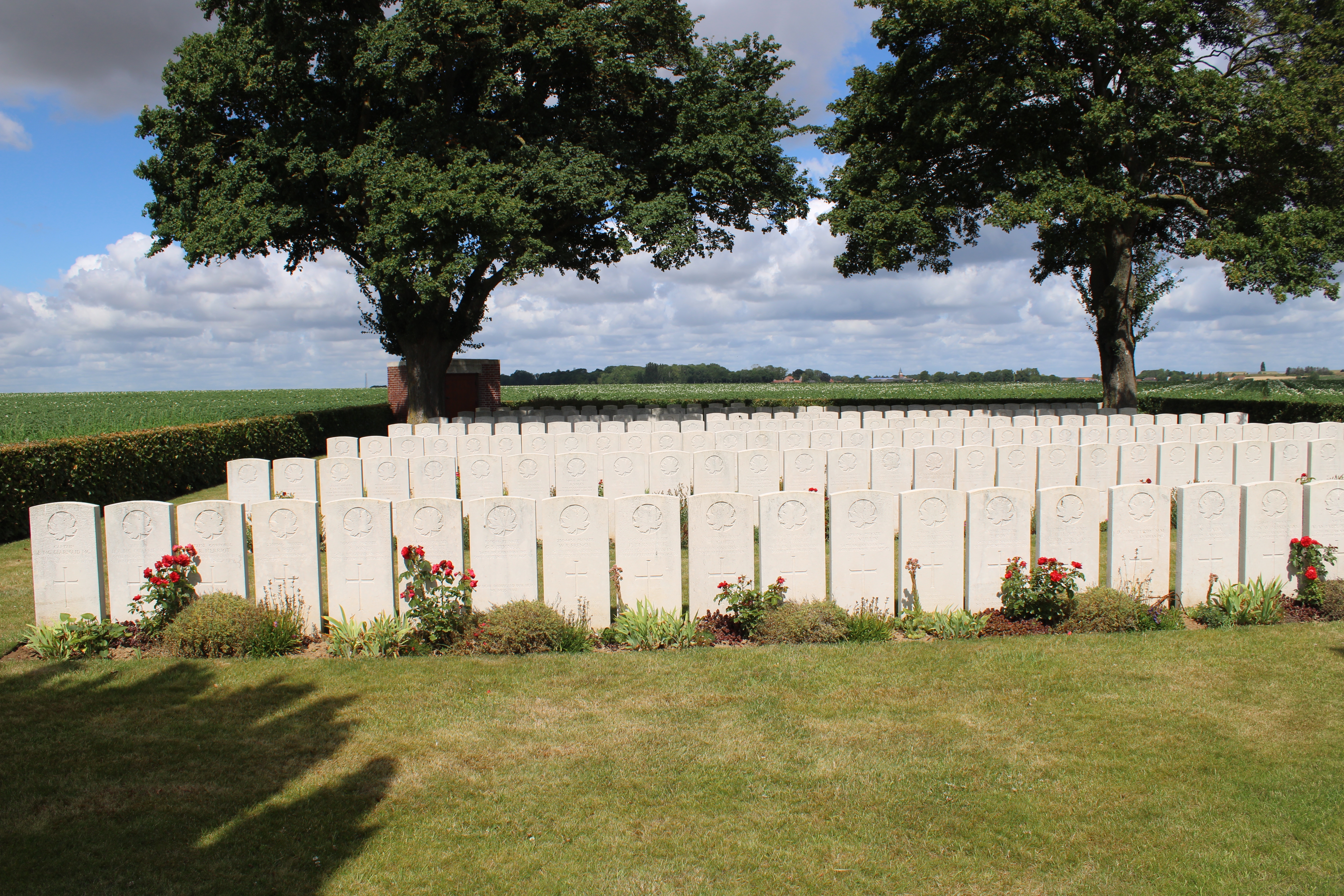
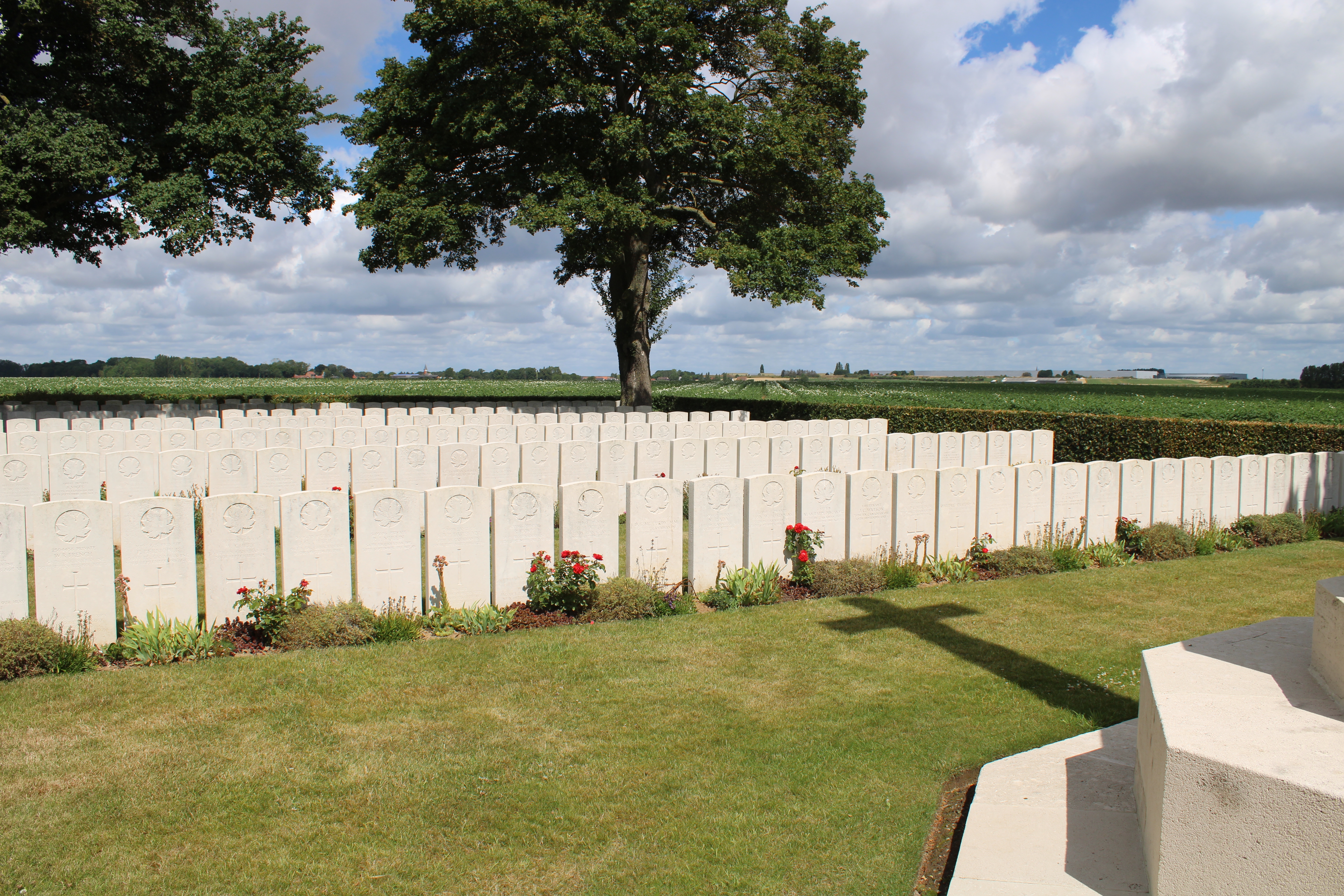
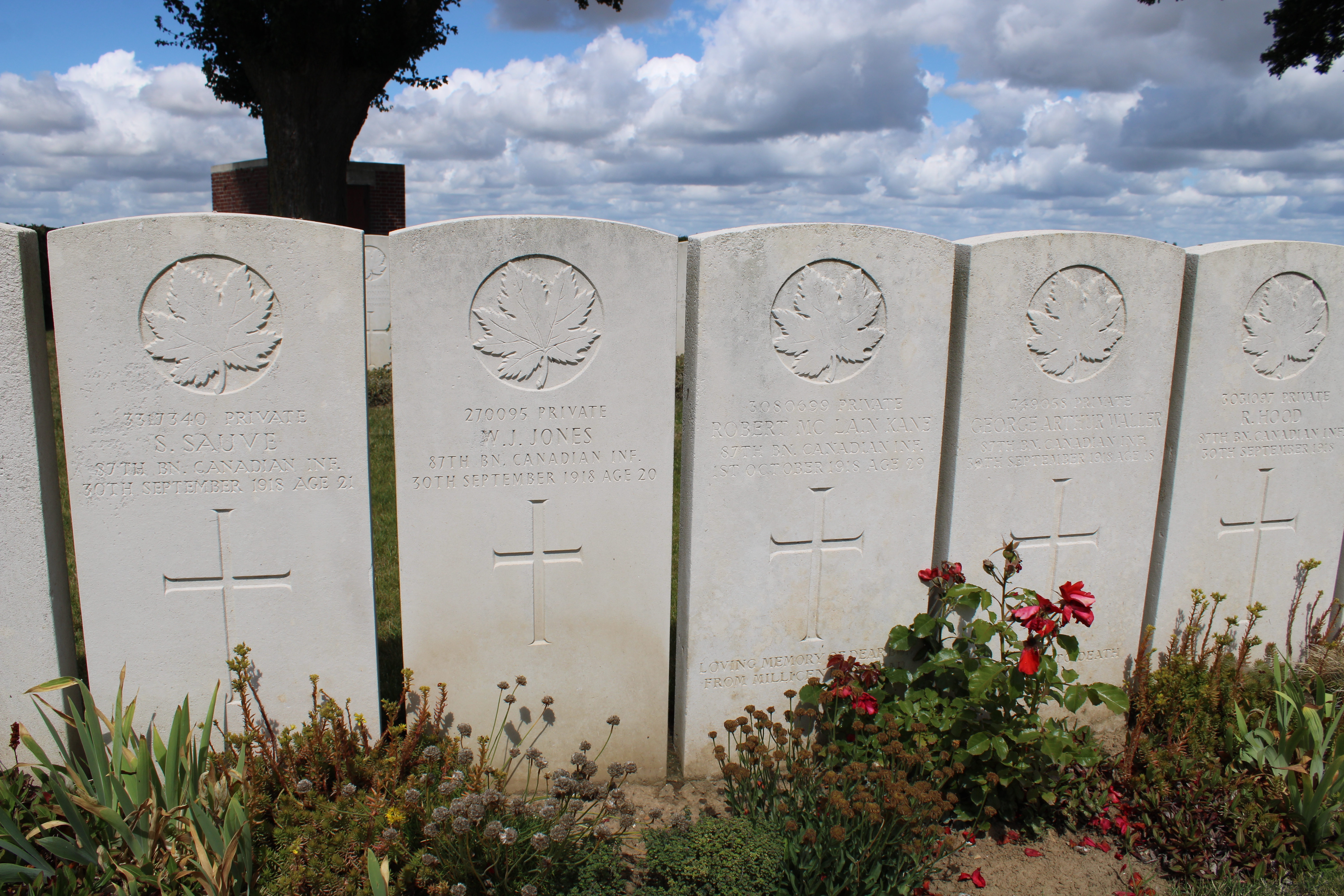

## Sépultures
| Pays        | Sépultures |
| ----------- | ---------- |
| Royaume-Uni | 2          |
| Canada      | 223        |
| Total       | 225        |

### Liens Externes
http://www.inmemories.com/Cemeteries/cantimpre.htm